# María Teresa Peris Estrada
María Teresa Peris Estrada (21 de junio de 1932 - 29 de octubre de 1989) fue una pintora y muralista española, profesora en la Escola d´Arts i Oficis de Barcelona Escuela de la Lonja. Su obra se caracteriza por la diversidad de técnicas empleadas, lápiz, carbón, tinta, óleo, pintura al huevo, acrílicos, temple, grabados.

## Biografía
Nació en 1932, en el seno de una familia de clase media barcelonesa. Fue la segunda de tres hermanos y la única mujer. Su padre, de origen aragonés, escritor, inventor, y perfumista. Su madre, cantaba ópera de forma amateur. 
En su juventud fue nadadora del Club Natació Barcelona, ganando el Campeonato de Catalunya por relevos en 1948. Allí conoció al que sería su marido y padre de sus tres hijos, José Güell Ramón.
En 1947, cursó estudios superiores de Dibujo artístico en la Escola LLotja de Barcelona. Licenciada en Bellas Artes  y alumna de Miquel Farré i Albagés, uno de los grandes maestros de la pintura mural.
En 1956 obtuvo el título de Profesora de Dibujo y Pintura en la Escuela de Bellas Artes de Sant Jordi de Barcelona.
En 1975, entra como Profesora en la Escola d´Arts Aplicadas y Oficis de Barcelona (Escola LLotja).  Durante unos años impartió clase de Procedimientos murales, pasando a enseñar más tarde a sus alumnos Dibujo natural y Pintura.   
A pesar de sufrir una larga enfermedad provocada por un cáncer, siguió dando clases y pintando hasta su fallecimiento en octubre de 1989, a la edad de 57 años. 
El crítico Miquel Dorca, define así su obra: «En María Teresa Peris Estrada, concurren dos corrientes estéticas netamente diferenciadas. De una parte la tradición artística que ha tenido como cuna el Mediterráneo y por otro lado el impresionismos y sus derivaciones posteriores. El motivo central de su obra es la mujer. Las dibuja con facilidad y dominio y es muy valiente cuando aplica el color en grandes pinceladas logrando un lenguaje fresco, directo y eficaz, a la vez que, en algunas obras, nos manifiesta también una gran capacidad de ternura.»
Ángel Marsá, crítico de arte, dice de su primera etapa: «Su obra es de una singular pureza conceptual y una extraordinaria pericia técnica. A ello une la artista una penetrante sensibilidad, patente tanto en la composición como en el juego de los valores cromáticos, siempre bien acordados. Los finos empastes, el vigor, a veces fugado del diseño, la gracia aérea de las formas, son otras tantas características de esta pintura intimista, suave y penetrante, y rica en calidades plásticas.»

## Exposiciones
- Galería Grifé y Escoda, Barcelona 1974
- Galería Sacharoff, Barcelona 1980
- Galería El Cau de la Carreta, Sitges 1980
- Galería Clariana, Vic 1982
- Galería Sacharoff, Barcelona 1980[2]

## Murales
Una de las técnicas en las que destaca Peris Estrada es la pintura mural al fresco.
- 1968, C/ Ganduxer n.º 96 (vestíbulo), Barcelona
- 1973, C/ Negre Vernis n.º 20 (vestíbulo), Barcelona
- 1968 C/ Ronda San Antonio sn (tienda)
- 1970 Museo del Calzado, Plaza Sant Felip Neri, Barcelona
- Hospital de Sant Rafael, C/ Serrano n.º 199, Madrid

## Imágenes

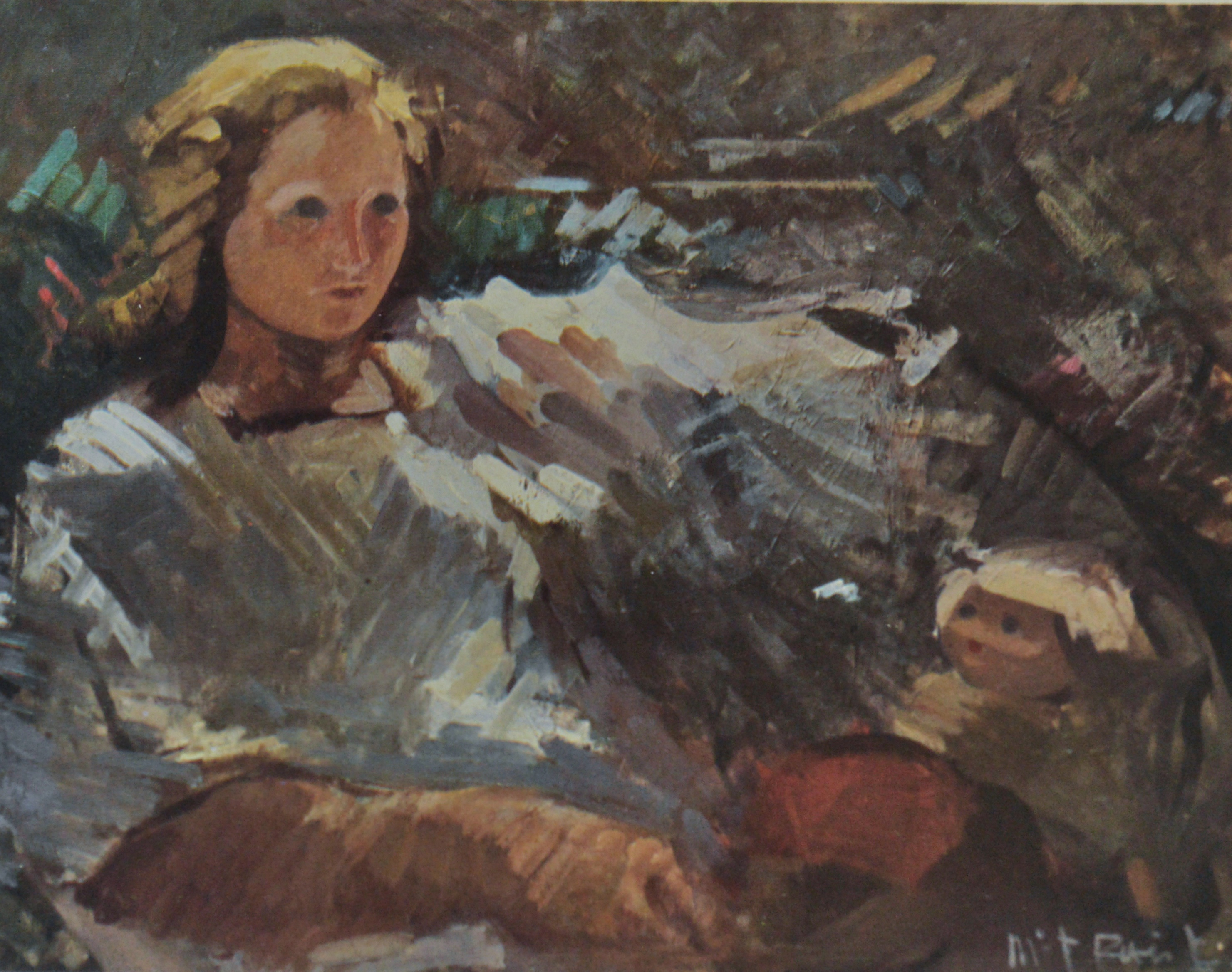
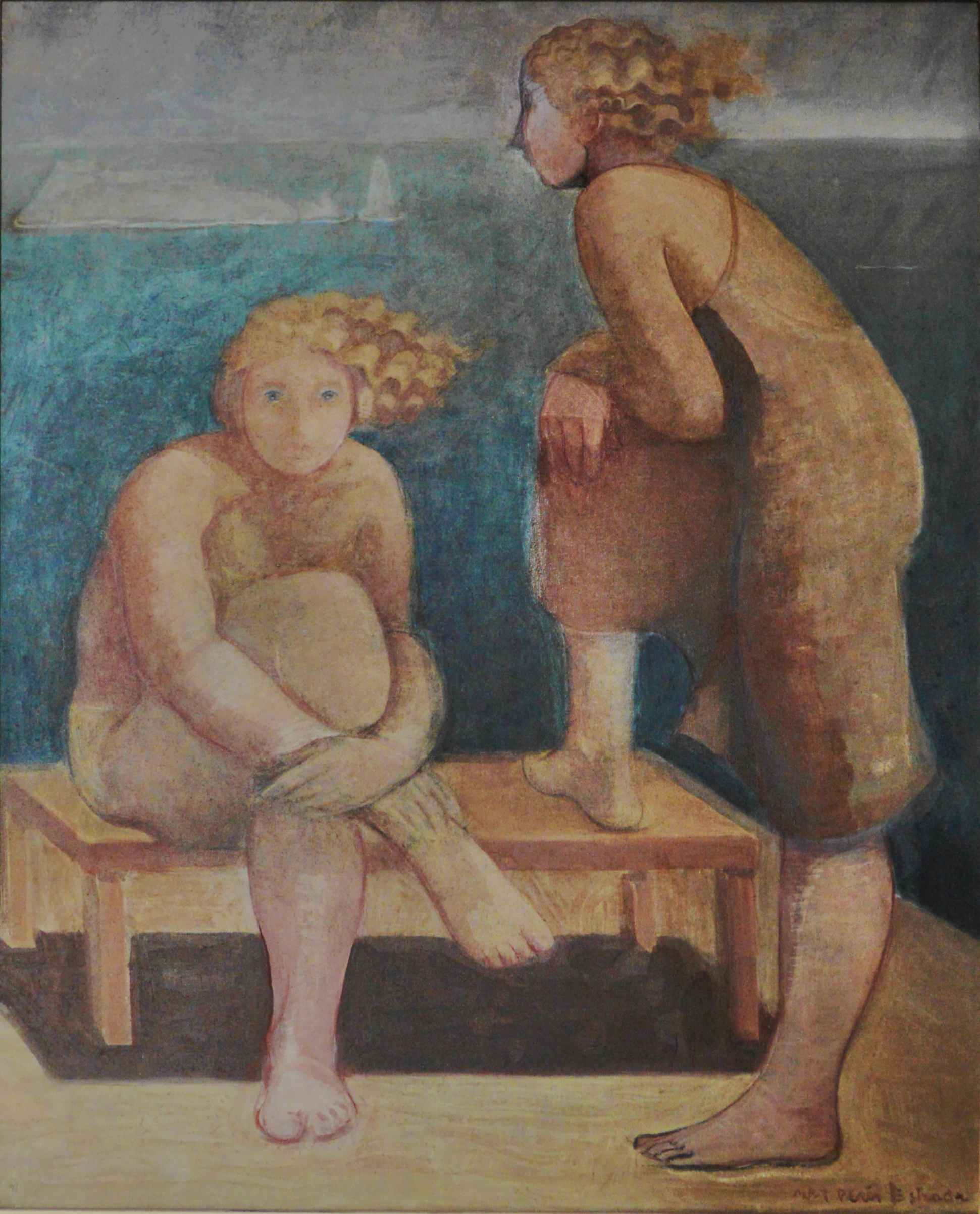
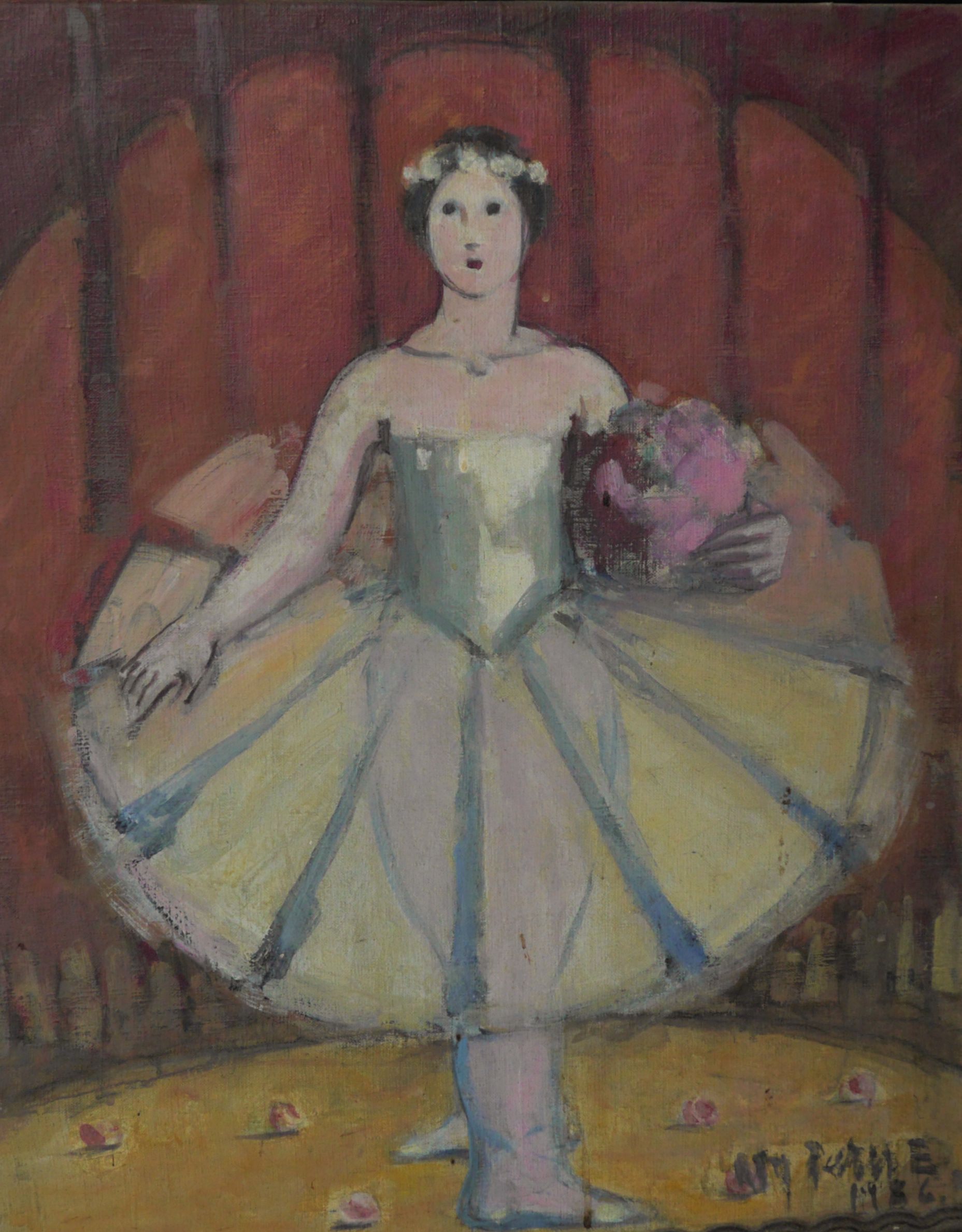
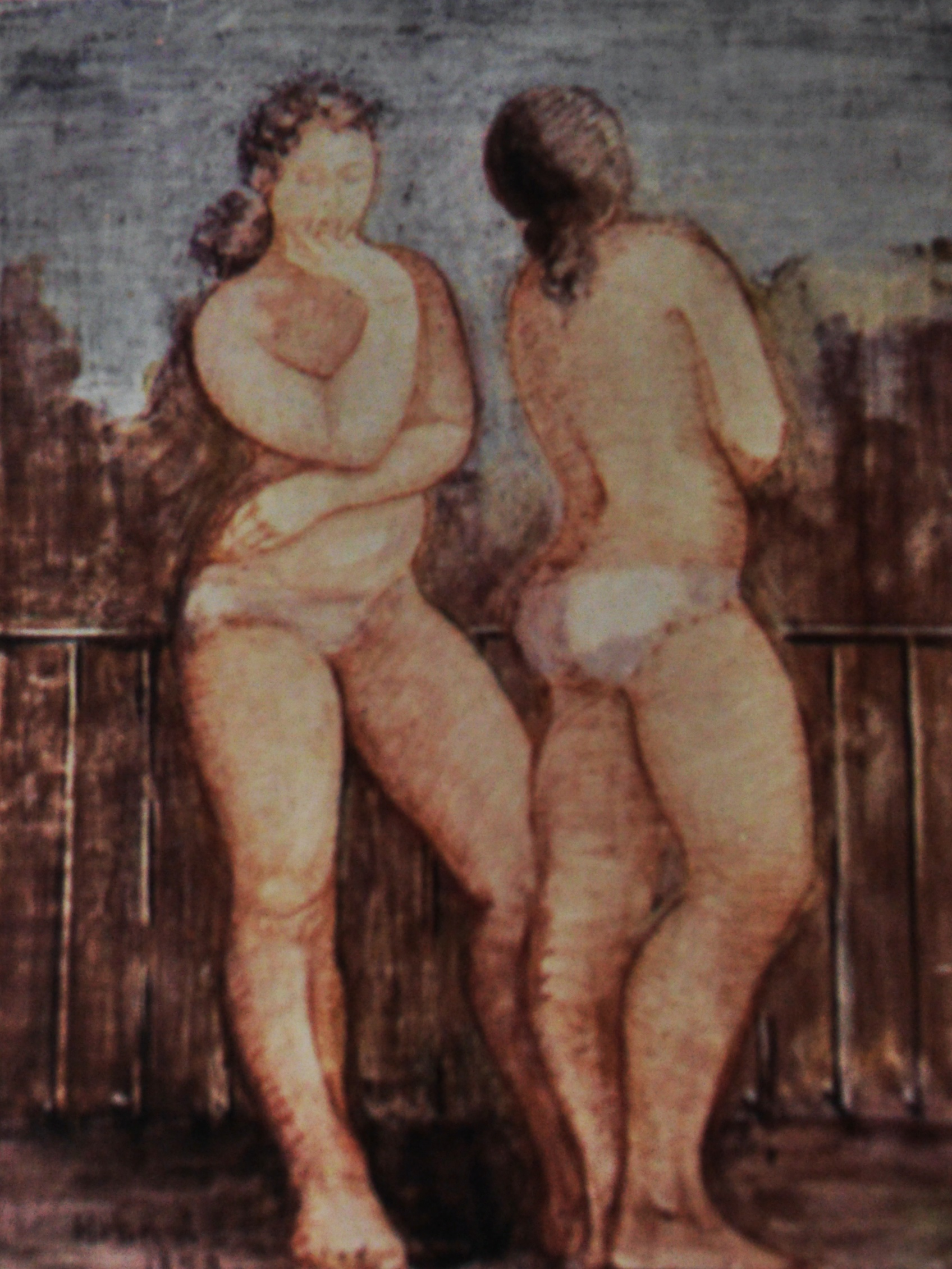
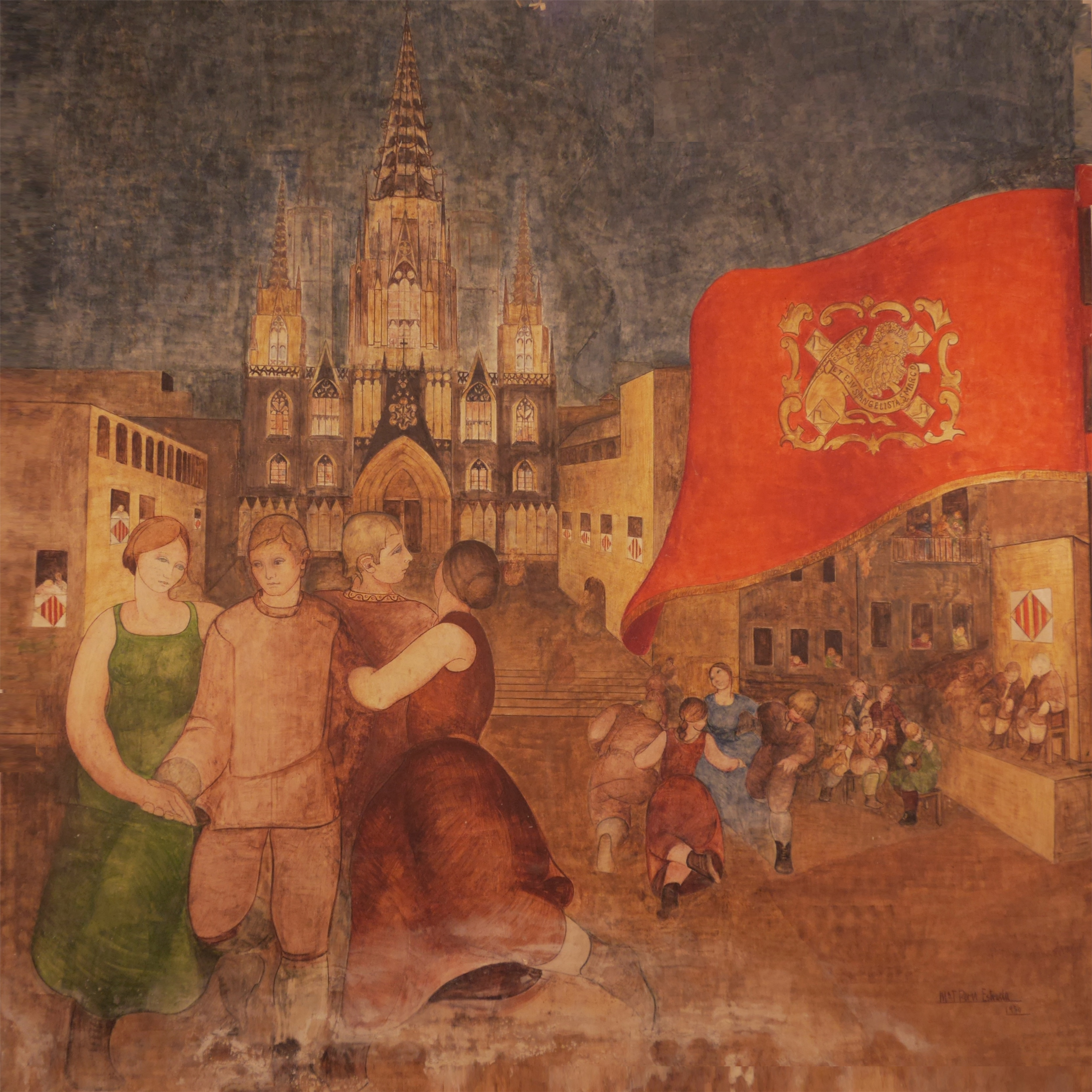